# Henric Lovén
Johan Henric Lovén, född den 19 september 1827 i Stockholm, död där den 26 januari 1908, var en svensk ämbetsman och statsråd. Han var son till Lars Johan Lovén och bror till Christian Lovén.
Lovén blev student vid Uppsala universitet 1845, filosofie magister 1851 efter att ha försvarat avhandlingen Bidrag till historien om 1650 års riksdag, avlade juris utriusque kandidatexamen 1856 och förordnades 1858 till docent i juridiska fakulteten vid Uppsala universitet.
År 1860 blev Lovén adjungerad ledamot av Svea hovrätt och erhöll 1866 fullmakt som assessor där, men verkade 1864–1874 som expeditionschef i Finansdepartementet. Då H.W. Bredberg 1874 lämnade regeringen, utnämndes Lovén efter honom till konsultativt statsråd. Lovén lämnade detta ämbete 1889 och var därefter till 1892 president i Kammarrätten.
Lovén var ledamot av Kungliga Musikaliska akademien (1868) och blev vid Uppsala universitets jubelfest 1877 juris hedersdoktor. Han är begravd på Norra begravningsplatsen utanför Stockholm.

## Utmärkelser

### Svenska utmärkelser
- Riddare och kommendör av Kungl. Maj:ts Orden (Serafimerorden), 1 december 1888.[2]
- Kommendör med stora korset av Nordstjärneorden, 1 december 1880.[3]
- Kommendör av första klass av Nordstjärneorden, 21 januari 1874.[4]

### Utländska utmärkelser
- Storkorset av Italienska Sankt Mauritius- och Lazarusorden, senast 1905.[2]
- Riddare av Nederländska Lejonorden, senast 1876.[4]
- Storkorset av Norska Sankt Olavs orden, senast 1905.[2]